# Meteorologiåret 1970

## Händelser

### April
- 7 april – 86 centimeter snö uppmäts i Fröslida, Sverige vilket innebär snödjupsrekord för Halland [1].
- 20 april – Snö faller över stora delar Minnesota, USA [2].
- 21 april – Under vintern 1969/1970 var Stockholm snötäckt i 149 dygn (23 november till 20 april) vilket är rekord för Stockholm.[3]

### Juni
- I Umeå uppmäts 469 soltimmar under månaden, vilket är svenskt rekord för månadssoltid.[4]
- Juni – Sverige upplever en mycket varm midsommar,[5].
- 19 juni - I Nesbyen, Norge noteras norskt värmerekord med + 35,2 °C, och det 70 år gamla värmerekordet slås [6].
- 20 juni - I Nesbyen, Norge noteras norskt värmerekord med + 35,6 °C [7], och därmed slås gårdagens norska värmerekord [6].

### Juli
- 3 juli – I Falls Creek, Victoria, Australien uppmäts temperaturen –11.7°C, och därmed tangeras Victorias köldrekord från 1965 [8].
- 18 juli – En tornado härjar i Minnesota, USA [9].

### September
- 3 september – Rekordhagel faller i Minnesota, USA [10].

### Oktober
- 22 oktober – Vid Station Nord, Grönland uppmäts temperaturen - 39,0 °C, vilket blir Grönlands lägst uppmätta temperatur för månaden [11].

### November
- 14 november - 100 000 personer omkommer och 500 000 personer blir hemlösa vid cyklon med efterföljande flodvåg i Östpakistan [12].
- 22 november – Snöstorm härjar i Minnesota, USA. Vindar med hastigheten 45 mph blåser [13].
- 26 november – 38,1 millimeter regn faller över Barst på den franska ön Guadeloupe, en av de värsta regnskurar någonsin i modern tid [14].

### December
- 25 december - En typiskt "grön jul" inträffar i Sverige, med barmark i Götaland, större delen av Svealand samt en stor del av Norrland [15].

### Okänt datum
- I Norge tar Det norske meteorologiske institut över issmältningsrapporterna från Norsk polarinstitutt [16].

## Födda
- 3 mars – Audrey Puente, amerikansk meteorolog

### Fotnoter
1. ↑  SMHI
2. ↑  ”Arkiverade kopian”. Arkiverad från originalet den 16 juli 2010. https://web.archive.org/web/20100716104244/http://www.climate.umn.edu/pdf/day_in_weather_history/april_wx_history.pdf. Läst 16 februari 2011.
3. ↑  SMHI Arkiverad 4 maj 2013 hämtat från the Wayback Machine.
4. ↑  Hur var vädret?
5. ↑  
SMHI
6. 1 2  MET
7. ↑  SMHI
8. ↑  ”Australian Temperature Extremes”. Bureau of Meteorology. 1 april 2009. http://www.bom.gov.au/climate/extreme/records/national.pdf. Läst 4 februari 2011.
9. ↑  ”Arkiverade kopian”. Arkiverad från originalet den 21 juli 2010. https://web.archive.org/web/20100721153842/http://climate.umn.edu/pdf/day_in_weather_history/july_wx_history.pdf. Läst 16 februari 2011.
10. ↑  ”Arkiverade kopian”. Arkiverad från originalet den 26 juli 2010. https://web.archive.org/web/20100726102501/http://www.climate.umn.edu/pdf/day_in_weather_history/september_wx_history.pdf. Läst 16 februari 2011.
11. ↑  DMI
12. ↑  Faktakalendern 2006, Semic, 2005
13. ↑  ”Arkiverade kopian”. Arkiverad från originalet den 16 juli 2010. https://web.archive.org/web/20100716104924/http://www.climate.umn.edu/pdf/day_in_weather_history/november_wx_history.pdf. Läst 16 februari 2011.
14. ↑  Guinness Rekordbok (svenska) 1993
15. ↑  SMHI
16. ↑  Meteorologisk institutt Arkiverad 15 december 2010 hämtat från the Wayback Machine.